# Bonnetia ptariensis
Bonnetia ptariensis là một loài thực vật có hoa thuộc họ Clusiaceae.
Loài này chỉ có ở Venezuela.